# Android 10
 (septembre 2020).
 (septembre 2020).
Si vous disposez d'ouvrages ou d'articles de référence ou si vous connaissez des sites web de qualité traitant du thème abordé ici, merci de compléter l'article en donnant les références utiles à sa vérifiabilité et en les liant à la section « Notes et références ».
Android 10 est la 10e version majeure du système d'exploitation mobile de Google. Elle est disponible depuis le 3 septembre 2019 pour tous les Google Pixel et certains Samsung Galaxy, et à la fin de l'année 2019 ou durant l'année 2020 sur d’autres smartphones : Xiaomi, LG, Motorola, les smartphones Android One ainsi que ceux ayant fait partie du programme de bêta déployé par Google (Realme, Oppo, Essential Products (en), Vivo, Sony, Huawei, …)
Cette version du système porte le numéro d'API 29. C'est sur cette version d'Android qu'est basée l'initiative /e/ (système Android dégooglisé).

## Historique

Premier logo d'Android 10.

Google a publié la première version bêta d'Android 10 sous le nom préliminaire Android « Q » le 13 mars 2019, exclusivement sur leurs téléphones Pixel, y compris les appareils Pixel et Pixel XL de première génération dont la prise en charge a été étendue en raison de la demande populaire, malgré le fait que leurs mises à jour étaient censées être garanties uniquement jusqu'en octobre 2018. Les Pixel 2 et Pixel 2 XL ont été inclus, après avoir obtenu une période de garantie prolongée qui garantissait les mises à jour d'Android pour eux pendant au moins 3 ans à compter de leur première disponibilité sur le Google Store. Un total de six versions bêta ou de version candidate ont été publiées avant la version finale.   
Le programme bêta a été étendu avec la sortie de la version bêta 3 le 7 mai 2019, étant disponible sur 14 appareils partenaires de onze OEM ;  deux fois plus d'appareils que la version bêta d'Android Pie. L'accès à la version bêta a été supprimé du Huawei Mate 20 Pro le 21 mai 2019 en raison des sanctions du gouvernement américain  mais a été rétabli plus tard le 31 mai.
Google a publié la Bêta 4 le 5 juin 2019 avec les API et le SDK Android « Q » finalisés (API niveau 29). Les mises à jour système dynamiques (DSU) ont également été incluses dans la version bêta 4. La mise à jour système dynamique permet aux appareils Android « Q » d'installer temporairement une image système générique (GSI) pour essayer une version plus récente d'Android en plus de leur version Android actuelle. Une fois que les utilisateurs décident de mettre fin au test de l'image GSI choisie, ils peuvent simplement redémarrer leur appareil et redémarrer dans la version Android de leur appareil normal.  
Google a publié la version bêta 5 le 10 juillet 2019 avec le SDK API 29 final ainsi que les dernières optimisations et corrections de bogues.   Google a publié la version bêta 6, la version finale candidate pour les tests, le 7 août 2019.  
Le 22 août 2019, il a été annoncé qu'Android « Q » serait officiellement marqué comme Android 10, mettant ainsi fin à la pratique de nommer les versions majeures après les desserts.  Google a déclaré que ces noms n'étaient pas « inclusifs » pour les utilisateurs internationaux (en raison du fait que les aliments susmentionnés n'étaient pas connus à l'échelle internationale ou étaient difficiles à prononcer dans certaines langues). Le vice-président de l'ingénierie d'Android, Dave Burke, a révélé lors d'un podcast que, en outre, la plupart des desserts commençant par « Q » étaient « exotiques », et qu'il aurait personnellement choisi « queen cake ». Il a également noté qu'il y avait des références à « qt » - une abréviation de « tarte au coing », dans les fichiers internes et les systèmes de construction relatifs à la version. La « statue » de la version 10 (près de l'édifice principal de Google) est également le nombre 10, avec le logo du robot Android (qui, dans le cadre d'un changement de marque d'accompagnement, a également été modifié pour ne consister qu'en une tête) reposant à l'intérieur du chiffre « 0 ».  
Android 10 a été officiellement publié le 3 septembre 2019 pour les appareils Google Pixel pris en charge, ainsi que pour les téléphones Essential et Redmi K20 Pro tiers sur certains marchés.
Le OnePlus 7T était le premier appareil avec Android 10 préinstallé.
En octobre 2019, il a été signalé que les exigences de certification de Google pour les services mobiles Google n'autoriseraient les versions basées sur Android 10 qu'après le 31 janvier 2020.

## Navigation
Android 10 introduit un remaniement du système de gestes plein écran, avec des gestes tels que glisser d'un côté ou de l'autre de l'écran pour revenir en arrière, balayer vers le haut pour accéder à l'écran d'accueil, balayer vers le haut et maintenir pour accéder à l'aperçu, balayer en diagonale à partir d'un coin inférieur de l'écran pour activer l'Assistant Google, et en faisant glisser le long de la barre de gestes en bas de l'écran pour changer d'application. L'utilisation d'un geste de balayage des bords comme commande « Retour » a été notée comme pouvant provoquer des conflits avec les applications qui utilisent les menus de la barre latérale et d'autres fonctions accessibles par balayage. Une API peut être utilisée par les applications pour désactiver la gestion d'un geste arrière dans des zones spécifiques de l'écran, un contrôle de sensibilité a été ajouté pour ajuster la taille de la zone cible pour activer le geste, et Google a déclaré plus tard que le widget de tiroir prendrait en charge être « jeté un coup d'œil » en appuyant longuement près du bord de l'écran, puis glissé pour l'ouvrir. Le système de navigation traditionnel à trois touches utilisé depuis Android « Honeycomb » reste pris en charge en option.   
Conformément aux exigences de certification Google, les OEM (fabricant d'équipement d'origine) doivent prendre en charge les gestes par défaut d'Android 10 et la navigation à trois touches. Les OEM sont libres d'ajouter leurs propres gestes à leurs côtés. Cependant, ils ne doivent pas être activés par défaut, ils doivent être répertoriés dans une zone distincte d'un niveau plus profond que les autres paramètres de navigation, et ils ne peuvent pas être promus à l'aide de notifications. Le système de navigation gestuelle à deux touches utilisé sur Android 9 est obsolète et peut ne pas être inclus sur les appareils livrés avec Android 10. Cependant, il peut toujours être inclus en option à des fins de continuité sur les appareils mis à niveau à partir de Android 9.

## Expérience utilisateur
Une fonctionnalité connue sous le nom de « bulles » peut être utilisée pour présenter le contenu des applications prises en charge dans des superpositions contextuelles (de manière similaire à la fonction « têtes de chat » basée sur la superposition de Facebook Messenger). Les applications peuvent générer des bulles via des notifications. Les exemples d'utilisation de la fonctionnalité incluent les applications de chat et de messagerie, les rappels et les « tâches et mises à jour en cours ». Bubbles est conçu pour remplacer l'autorisation de superposition existante, qui est obsolète pour des raisons de sécurité (en raison de son utilisation par le détournement de logiciels malveillants) et de problèmes de performances. Les applications téléchargées de côté perdront automatiquement leur autorisation de superposition après 30 secondes, et les applications de Play Store perdront leur autorisation de superposition à chaque redémarrage de l'appareil.  Android 10 Go Edition interdit entièrement l'utilisation des autorisations de superposition.   
Android 10 apporte un « mode (d'affichage) sombre » au niveau du système. Les applications tierces peuvent automatiquement activer un mode sombre lorsqu'elle est active.
Les applications peuvent désormais présenter des « panneaux de paramètres » pour des paramètres spécifiques (tels que, par exemple, la connexion Internet et les paramètres Wi-Fi si une application nécessite Internet) via des panneaux de superposition, afin que l'utilisateur ne soit pas contraint de sortir de l'application dans afin de les configurer.

## Confidentialité et sécurité
Plusieurs modifications majeures en matière de sécurité et de confidentialité sont présentes dans Android 10 : les utilisateurs peuvent limiter les applications à l'accès aux données de localisation uniquement lorsqu'elles sont activement utilisées au premier plan. Il existe également de nouvelles restrictions sur le lancement d'activités par des applications d'arrière-plan.  
En février 2019, Google a dévoilé Adiantum (cipher) (en), un procédé de chiffrement conçu principalement pour une utilisation sur des appareils qui ne prennent pas en charge l'accélération matérielle pour la norme de chiffrement avancé (AES), tels que les appareils bas de gamme. Google a déclaré que ce chiffre était cinq fois plus rapide que AES-256-XTS sur un processeur ARM Cortex-A7. Par conséquent, le chiffrement des appareils est désormais obligatoire sur tous les appareils Android 10, quelles que soient les spécifications, en utilisant Adiantum si leur processeur n'est pas capable d'AES accéléré par le matériel. En outre, la mise en œuvre du « cryptage basé sur les fichiers » (introduit pour la première fois dans Android Nougat ) est également obligatoire pour tous les appareils.  
Sur les appareils livrés avec Android 10, les correctifs de sécurité pour les composants système sélectionnés (tels que ANGLE , Conscrypt, les cadres multimédias, les composants réseau et autres) peuvent être réparés via Google Play Store , sans nécessiter une mise à jour complète du système (« Project Mainline »).  Afin d'accorder une licence aux services mobiles Google , les fabricants doivent prendre en charge ces mises à jour pour des modules spécifiques, tandis que les autres sont marqués comme « recommandés » mais facultatifs.  Les modules sélectionnés de ce système utilisent le nouveau format de package APEX, une variante des fichiers APK conçus pour héberger et entretenir les composants système de bas niveau.   
Une modification majeure des autorisations d'accès au stockage connue sous le nom de « stockage limité » est prise en charge sur Android 10 et deviendra obligatoire pour toutes les applications commençant par Android 11. Les applications ne sont autorisées à accéder qu'aux fichiers du stockage externe qu'elles ont créés elles-mêmes (de préférence contenues dans un répertoire spécifique à l'application) et les fichiers audio, image et vidéo contenus dans les répertoires Musique, Images ou Vidéos.  Tout autre fichier est uniquement accessible via l'intervention de l'utilisateur via Storage Access Framework.   
Les applications doivent disposer d'une nouvelle autorisation « Lire l'état du téléphone privilégié » afin de lire les identifiants d'appareils non réinitialisables, tels que le numéro IMEI.  
La prise en charge de TLS (Transport Layer Security) v1.3 est également pré-activée d'origine.

## Plateforme
Des optimisations de plate-forme ont été faites pour les smartphones pliables , y compris la continuité des applications lors des changements de modes, des changements en mode multi-fenêtres pour permettre à toutes les applications de s'exécuter simultanément (plutôt que seulement l'application activement utilisée et toutes les autres étant considérées comme « en pause »), et un support supplémentaire pour plusieurs écrans.  
Le « partage direct » a été remplacé par le « partage de raccourcis ».  Comme précédemment, il permet aux applications de renvoyer des listes de cibles directes pour le partage (comme une combinaison d'une application et d'un contact spécifique) à utiliser dans les menus de partage.  Contrairement à Direct Share, les applications publient leurs cibles à l'avance et n'ont pas besoin d'être interrogées lors de l'exécution, ce qui améliore les performances.   
La prise en charge native a été ajoutée pour les contrôleurs MIDI, le codec vidéo AV1, le codec audio Opus et HDR10+. Il existe également une nouvelle API pour récupérer les informations de profondeur des photos de l'appareil photo, qui peut être utilisée pour des effets plus avancés. La prise en charge native des codecs audio aptX (en) Adaptive, LHDC, LLAC, CELT et AAC LATM a également été ajoutée.   
Android 10 prend en charge le protocole de chiffrement WPA3 et Enhanced Open, lesquels introduisent un chiffrement opportuniste pour le Wi-Fi. Android 10 ajoute la prise en charge de la double veille double SIM (DSDS), mais n'est initialement disponible que sur le Pixel 3a et le Pixel 3a XL.  
Android 10 Go Edition amène des améliorations de performances, Google indiquant que les applications se lanceraient 10 % plus rapidement que sur Pie.

## Fonctionnalités
Les fonctionnalités d'Android 10 sont :
- boost de la RAM (exclusivement sur les smartphones de la marque chinoise OnePlus) ;
- live Caption : des sous-titres pour les sourds et mal-entendants ;
- mode Zen (ne pas recevoir de notification visuelle et sonore pendant 25 minutes) ;
- mises à jour du système via le Google Play Store ;
- nouveaux contrôles pour les autorisations de localisation des utilisateurs, qui peuvent maintenant décider si l'application peut accéder aux données GPS du smartphone : jamais, uniquement lorsque l'application est en cours d'exécution ou tout le temps (en arrière-plan) ;
- bulles de discussion (comme Facebook Messenger) ;
- nouvelles autorisations pour accéder aux photos, aux fichiers vidéo et audio ;
- enregistreur d'écran intégré ;
- meilleure intégration du mode sombre, qui s'applique à l'échelle du système, aux applications et aux sites Web le prenant en charge contrairement à Android Pie ;
- mode bureau comme chez Samsung avec DeX ;
- nouveaux gestes de navigation disponibles avec possibilité de les changer depuis les paramètres ;
- personnalisation approfondie avec les thèmes ;
- les applications en arrière-plan ne peuvent plus passer au premier plan ;
- confidentialité améliorée: accès limité aux identifiants de périphérique non réinitialisables;
- possibilité d'accéder directement à la gestion de son compte Google depuis les paramètres ;
- raccourcis de partage permettant de partager directement avec un contact ;
- possibilité de se connecter à un réseau Wi-Fi directement via un QR Code à scanner ;
- panneau de paramètres flottant, qui permet de modifier les paramètres du système directement à partir d'applications ;
- affichage du temps restant de la batterie dans le panneau des réglages rapides ;
- format de profondeur dynamique pour les photos, qui vous permet de changer de fond ;
- prise en charge du codec vidéo AV1, du format vidéo HDR10 + et du codec audio Opus ;
- une API MIDI native, permettant une meilleure interaction avec les contrôleurs de musique ;
- meilleur support de l'authentification biométrique dans les applications ;
- support des téléphones pliables (le Samsung Galaxy Fold par exemple)[1] ;
- support des infrastructures 5G dans certains pays (les États-Unis par exemple).

## Histoire
Le 13 mars 2019, Google a publié la première version bêta d'Android 10 exclusivement sur ses téléphones Pixel. La version bêta a été étendue aux appareils Google Pixel de première génération en raison de la forte demande. Un total de six versions candidates bêta / release est prévu pour publication avant la version finale, qui est actuellement prévue pour le troisième trimestre de 2019.
Un grand changement pour les appellations du système est arrivé : pour la version 10 de son OS, Google a décidé de mettre fin à cette stratégie de nomenclature. Non seulement Android ne sera plus associé à un dessert, mais Google abandonne également le système de lettres. Désormais, il faudra seulement compter sur le numéro de version à partir d’Android 10.
C'est également à partir de cette version que Google apporte une nouvelle identité visuelle pour le logo Android : désormais, seule la partie supérieure du BugDroid sera visible, et la typographie a été changée de façon qu'elle soit lisible pour les utilisateurs malvoyants, reprenant ainsi les codes typographiques de la firme américaine.
Selon Android Police, plus de téléphones seront compatibles avec la version bêta d'Android 10 cette année, par rapport à la version bêta précédente d'Android Pie.